# Răng bừa hồng
Răng bừa hồng hay dây cao su hồng (danh pháp hai phần: Urceola rosea), là một loài cây thuộc họ La bố ma (Apocynaceae).